# Dani Thorne
Danielle "Dani" Thorne (Pembroke Pines, Florida; 19 de enero de 1993), es una actriz y modelo estadounidense, que ha aparecido en varias campañas, entre ellas: Gap, Tommy Hilfiger, JC Penny's, y Macy's.

## Vida y Carrera
Thorne nació en Florida, y actualmente reside en California. Comenzó a modelar y trabajo comercial a los 4 años. Sus hermanos también están involucrados con la actuación y el modelaje. Ella tiene dos hermanas, Bella Thorne y Kaili Thorne y un hermano, Remy Thorne. Dani patrocina un amigo, Kathrine, en Kibwezi, Kenia y está involucrada con el «Nomad Organazation», que ayuda a niños de escasos recursos obtener su sueño de una educación. Le gusta viajar y ama a sus animales, incluyendo un lobo híbrido llamado Voodoo.
En el 2007 apareció en un episodio de la serie de Nickelodeon, Zoey 101, en el 2008 en Viola: The Traveling Rooms of a Little Giant (como Viola a los 15 años), también en el mismo año apareció en Blind Ambition y en un episodio de la serie de Disney Channel, Hannah Montana. Después en el 2010 en un episodio de la serie de televisión, General Hospital.

## Filmografía
| Año  | Título                                       | Rol               | Notas                             |
| ---- | -------------------------------------------- | ----------------- | --------------------------------- |
| 2007 | Zoey 101                                     | Jill              | Episodio: "Favor Chain"           |
| 2008 | Viola: The Traveling Rooms of a Little Giant | Viola (15 años)   |                                   |
| 2008 | Hannah Montana                               | Dani              | Episodio: Ready, Set, Don't Drive |
| 2008 | Blind Ambition                               | Chica adolescente |                                   |
| 2010 | General Hospital                             | Britney           | Episodio: #1.12022                |